# سخت‌کردن القایی
سخت کردن القایی (به انگلیسی: Induction hardening)، نوعی سخت کاری سطحی است. این عملیات به منظور افزایش مقاومت در برابر سایش و خوردگی و سختی لایه خارجی است، که هدف همهٔ این عملیات افزایش طول عمر ماده مورد نظر است.
به‌طور کلی روش‌های مورد استفاده برای سخت کردن سطحی به دو گرو عمده تقسیم می‌شوند:
- در روش نوع اول تلاش بر تغییر ترکیب شیمیایی لابه خارجی بوده که با استفاده از نفوذ صورت می‌گیرد که به عملیات حرارتی-شیمیایی معروف است. در این روش سعی بر آن است که اتم‌های خارجی با ویژگی‌های مورد نیاز سطح به لایه خارجی سطح نفوذ می‌دهند تا سختی لایه خارجی را افزایش بدهند. برای مثال به منظور افزایش مقاومت سطحی آهن می‌توان ازاتم‌های کربن[۲] یا ازت یا به‌طور همزمان از هر دو استفاده کرد.[۳]

توجه شود که در این عملیات اتم‌های نفوذی باید شعاع اتمی بسیار کوچکی در مقابل اتم‌های سطح نفوذ داشته باشند تا بتوانند به راحتی و با انرژی کمی بین اتم‌های سطح نفوذ کنند و ساختار کریستالی جدیدی به وجود آورند.
- در روش دوم مبنا بر این است که ترکیب شیمیایی تغییر نکند پس با عملیاتی روبرو هستیم که همراه با تغییرات فیزیکی ماده است.[۱]

از جمله مثال‌های روش دوم می‌توان به سخت کردن سطح توسط شعله حرارتی یا سخت کردن القایی اشاره کرد.
حال سراغ روش اول رفته و فرایندهای سختی کردن همراه با تغییر ترکیب شیمیایی را مورد بررسی قرار می‌دهیم.

## کربن دهی

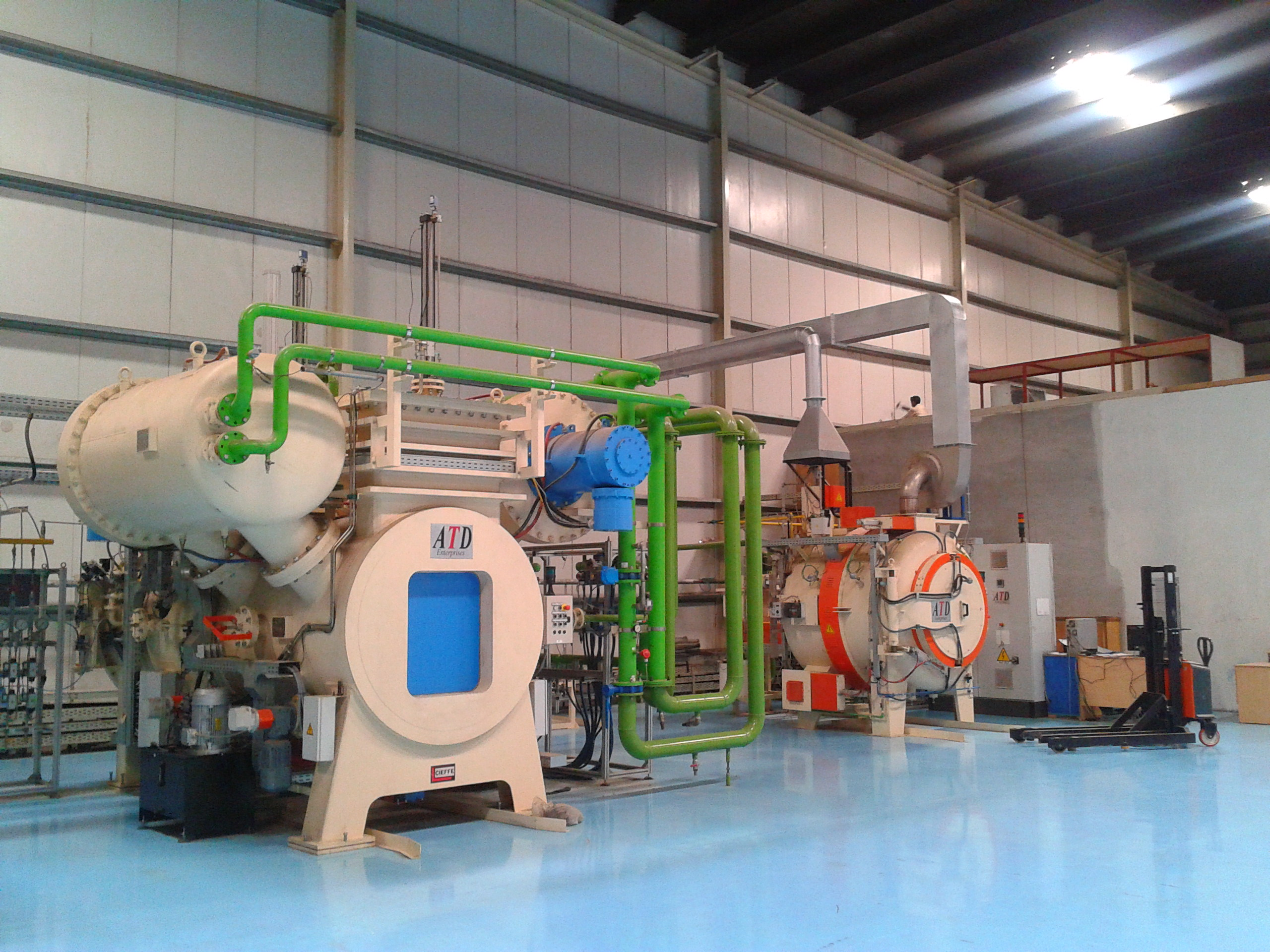
A modern computerised gas carburising furnace

نام دیگر کربن دهی کربونیزه کردن است. این روش یکی از ارزان‌ترین روش‌های سخت کردن سطحی است که در روش اول گنجانده می‌شود زیرا با تغییر ترکیب شیمیایی همراه است و ساختار کریستالی با نفوز دچار تغییر می‌شود. در قدیم کربن را به صورت گازهای کربن دار روی سطح نفوذ می‌دادند مانند گاز کربن ناشی از زغال چوب به داخل قطعات آهنی نفوذ داده می‌شد و سپس سریع ان را سرد می‌کردند. امروزه قطعات آهنی را در یک محیط با دمای بالا و کربن دار قرار می‌دهند و ان را گرم می‌کنند و بعد با سرعت معینی دوباره سرد می‌کنند که خود شامل چند نوع است که بستگی به حالت کربن در محیط برای نفوذ دارد که در زیر به ان اشاره می‌کنیم.

### کربن دهی جامد
در این روش فولاد کم کربن را درون یک جعبه فولادی دیگر می‌گذارند و جعبه فولادی را در معرض حرارت بالا قرار می‌دهند و اطراف قطعه اصلی را با ترکیباتی همچون زغال چوب و موادی که انرژی آزاد می‌کنند مانند کربنات باریم و کربنات کلسیم و کربنات سدیم پر می‌کنند.
توجه شود که جعبه فولاد بیرونی باید مقاومت زیادی به حرارت داشته باشد و از نفوذ گازها و ترکیبات درونی به بیرون یا نفوذ هوا به درون جلوگیری کند و سپس آن را به مدت معینی که وابسته به سختی لایه دلخواه در کوره با دمای حدود ۹۰۰ درجه سانتیگراد گرما می‌دهند.
چنانچه بعد عملیات ساختار خارجی این آهن را مشاهده کنیم ساختار دانه ای را مشاهده می‌کنیم و در سطح خارجی منطقه ای از هایپر یوتکتویید شمال پرلیت با یک شبکه سمانتیت سفید رنگ و سپس منطقه یوتکتویید دیده می‌شود که تنها شامل پرلیت است.
این روش برای ابزاری چون چرخ دنده‌ها، بادامک‌ها، میل لنگ‌ها، کاسه ساچمه‌ها، زنجیرها استفاده می‌شود

### کربن دهی گازی
در کربن دهی گازی از گازهای کربن دار که حین واکنش‌های خاص درون کوره کربن تولید می‌کنند مانند گازهای متان پروپان و بوتان را وارد کوره می‌کنند با توجه به نیاز ما برای عمق نفوذ کربن به درجه حرارت و زمان خاصی نیاز داریم. مزیت این روش نسبت به روش قبل این است که سطح فولاد حاصل تمیز و صاف است و واکنش کربن دهی سریعتر صورت می‌گیرد زیرا نفوذ اتم‌های گازی کربن بسیار آسان تر از نفوذ کربن ناشی از مواد جامد کربن دار است.
عمق لایه کربن نفوذی را می‌تواند بین صدم میلی‌متر و چند میلی‌متر تغییر داد. یکی از معایب این روش کج و ناصاف شدن قطعه اولیه است.

### کربن دهی مایع
در این روش کربن دهی به صورت غوطه ور کردن قطعه مورد نظر در نمک مذاب انجام می‌گیرد. این مذاب شامل کربنات سدیم و نمک طعام و سیلیسیم کاربید است. درجه حرارت باید حدود ۸۵۰ درجه سانتیگراد باشد و زمان مورد نیاز بین ۳۰ دقیقه تا ۴ ساعت وابسته به مقدار نفوذ نیازی و درجه حرارت می‌تواند تغییر کند.
از مزایای این روش صاف ماندن قطعه و کج نشدن ان است. این روش برای کربن دهی به قطعه‌های کوچک استفاده می‌شود.

## ازت دهی
ازت دهی یا نیتروژن دهی یکی دیگر از روش‌های افزایش سختی سطح است که در این روش ازت یا نیتروژن را در لایه بسیار نازکی از سطح فولاد نفوذ می‌دهند. در ازت دهی در واکنش ازت با سطح فولاد نیترایدها تشکیل می‌شوند بنابراین آلیاژهای که از جنس آلومینیوم و کروم و مولیبدن و تیتانیوم و وانادیوم باشند می‌توان با ازت دهی نیترایدهای مربوطه را تشکیل داد که باعث افزایش سختی سطح می‌شود.

## نیتروکربونیزه کردن
این روش مانند کربونیزه کردن یک عملیات حرارتی-شیمیایی است که همزمان اتم‌های کربن و ازت به سطح مورد نظر نفوذ می‌دهند. این روش در محیط مایع یا گاز یا جامد و همچنین در محیط پلاسما انجام می‌گیرد.

### نیتروکربونیزه کردن جامد
در این روش قطعات در جعبه‌های حاوی پودری که شامل سیانیدیک همراه با مقداری از یک ماده فعال‌کننده است، قرار می‌گیرد. این روش نسبت به روش‌های کربن دهی به درجه حرارت کمتری نیاز دارد و دمای کوره باید حدود ۵۰۰ درجه سانتیگراد باشد.

### نیتروکربونیزه کردن مایع
در این روش قطعه مورد نظر را درون مذاب نمک‌های سیانیدی غوطه ور می‌کنند که در این روش باید مذاب‌های نمک تعویض و تازه شوند که مقرون به صرفه نیست و امروزه از مواد تقویت‌کننده اثر نیتروژن دهی استفاده می‌شود که علاوه بر مقرون به صرفه بودن می‌توانند مدت زمان عملیات حرارتی را تا نصف کاهش دهند. درجه حرارت کوره نیز باید حدود ۶۰۰ درجه سانتیگراد باشد.

### نیتروکربونیزه کردن گازی
در این روش از گازهای آمونیاک و گازهای اشباع شده از کربن مونوکسید و کربن دی اکسید به عنوان مواد ازت و کربن زا استفاده می‌شود. در نیتروکربونیزه کردن باید همواره نسبت فشار جزیی گازهای کربن مونوکسید و کربن دی اکسید و هیدروژن کنترل و تنظیم شود. این عملیات معمولاً در دماهای ۵۷۰ تا ۵۸۰ درجه سانتیگراد انجام می‌شود. مدت زمان در این روش مانند نیتروکربونیزه کردن مایع است.

### نیتروکربونیزه کردن پلاسما
این روش حدود ۳۰ سال است که توسعه چشمگیری داشته‌است و امروزه در بسیاری از شرکت‌های صنعتی استفاده می‌شود.
این روش از طریق تخلیه الکتریکی انجام می‌گیرد. بر این اساس قطعات مورد نظر را در یک ظرف تخلیه شده از هوا، که به‌اند متصل است قرار داده و به کاتد متصل می‌کنند. پس از تخلیه کامل واکنش ان را با فشاری بین ۰٫۵ تا ۱۰ میلی بار از ازت پر می‌کنند. سپس با اعمال ولتاژی در حدود چند صد ولت گاز ازت یونیزه می‌شود. یون‌ها با شتاب به طرف سطح قطعه حرکت کرده و در آنجا عمدتاً سبب خارج شدن اتم‌های آهن از قطعه می‌شود؛ بنابراین سطح خارجی قطعه تمیز و فعال شده‌است و در اثر انرژی ضربه ای، لایه خارجی ان سریع گرم می‌شود.
اتم‌های خارج شده با اتم‌های ازت فعال شده، ترکیبات نیتراید آهن را تشکیل می‌دهند، که بر روی سطح قطعه متراکم شده و متلاشی می‌شود، به طوری که ازت وارد لایه خارجی قطعه می‌شود و تا جایی که اتم‌های آهن از سطح خارج می‌شوند به مرور زمان نیتراید آهن کاهش می‌یابد.
درجه حرارت و مدت زمان عملیات ازت دهی با توجه به ترکیب گاز و فشار ظرف شدت جریان و ولتاژ گاز تعیین می‌شود. درجه حرارت در این روش معمولاً بین ۴۵۰ تا ۶۰۰ درجه سانتیگراد نگه داشته می‌شود.